# Gareth Hewer
Gareth Hewer (né en 1981) est un arbitre de rugby à XIII anglais. Il officie plus particulièrement au sein du championnat européen de rugby à XIII : la Super League.

## Biographie
Gareth Hewer a officié au niveau international et en Super League.
Il a arbitré une finale de Challenge Cup en 2016 et la victoire de Hull face à Warrington. Il a mis fin à sa carrière en octobre 2021,. « Je ne pars que pour des raisons professionnelles, car j'aimerais continuer à arbitrer ».